# Quercus tuberculata
Quercus tuberculata es una espècie de roure que pertany a la família de les fagàcies i està dins de la secció dels roures blancs, que són els roures blancs d'Europa, Àsia i Amèrica del Nord.

## Descripció
Quercus tuberculata és un arbre caducifoli que pot arribar a fer fins als 12 metres d'alçada i un tronc de fins a 30 cm de DAH. Les fulles són ovalades o lanceolades, gruixudes i coriàcies, de fins a 15 cm de llargada; les seves vores són variables, on poden tenir-los ondulats no lobulats ni serrats, però també serrats o lobulats.

## Distribució i hàbitat
Quercus tuberculata és originària de zones muntanyenques del nord de (Mèxic): Baixa Califòrnia Sud, Sonora, estat de Chihuahua, Sinaloa, Michoacán, estat de Durango i Nuevo León. És un endemisme mexicà, molt escàs i amenaçat d'extinció.

## Taxonomia
Quercus tuberculata va ser descrita per Frederik Michael Liebmann i publicat a Oversigt over det kongelige danske videnskabernes selskabs forhandlinger og dets medlemmers arbeider. 1854: 181, a l'any 1854.
Etimologia
Quercus: Nom genèric del llatí que designava igualment al roure i a l'alzina.
tuberculata: epítet llatí que significa "amb tubercles", "protuberàncies"
Sinonímia
- Quercus aurantiaca Trel.
- Quercus idonea Goldman
- Quercus monterreyensis Trel. & C.H.Müll.
- Quercus standleyi Trel.
- Quercus tuberculata f. latifolia Martínez[7]